# Sandy Ali
Sandy Ali (arabe : ساندي علي), née le 12 février 1981, est une actrice tunisienne connue en Égypte.

## Biographie
Sandy Ali naît en février 1981 dans une fratrie de cinq membres. Elle se fait connaître dans un premier temps comme joueuse de volley-ball en Tunisie. Diplômée de la faculté de commerce[Laquelle ?] en 2003, elle se rend au Caire. 
Désirant devenir actrice, elle obtient quelques rôles dans des séries télés, notamment Maktoub. Au cinéma, après avoir jouée dans quelques films dans des rôles secondaires, le réalisateur Khaled Youssef la retient pour son film Khiyana Machroua (ar) (Trahison légitime), sorti en 2006.

## Filmographie

### Cinéma
- 2006 : Khiyana Machroua (ar) de Khaled Youssef
- 2015 : Regatta (ar) de Mohamed Sami (en)

### Télévision
- 2014 : Maktoub (saison 4) de Sami Fehri : Nozha